# Judith Le Soldat

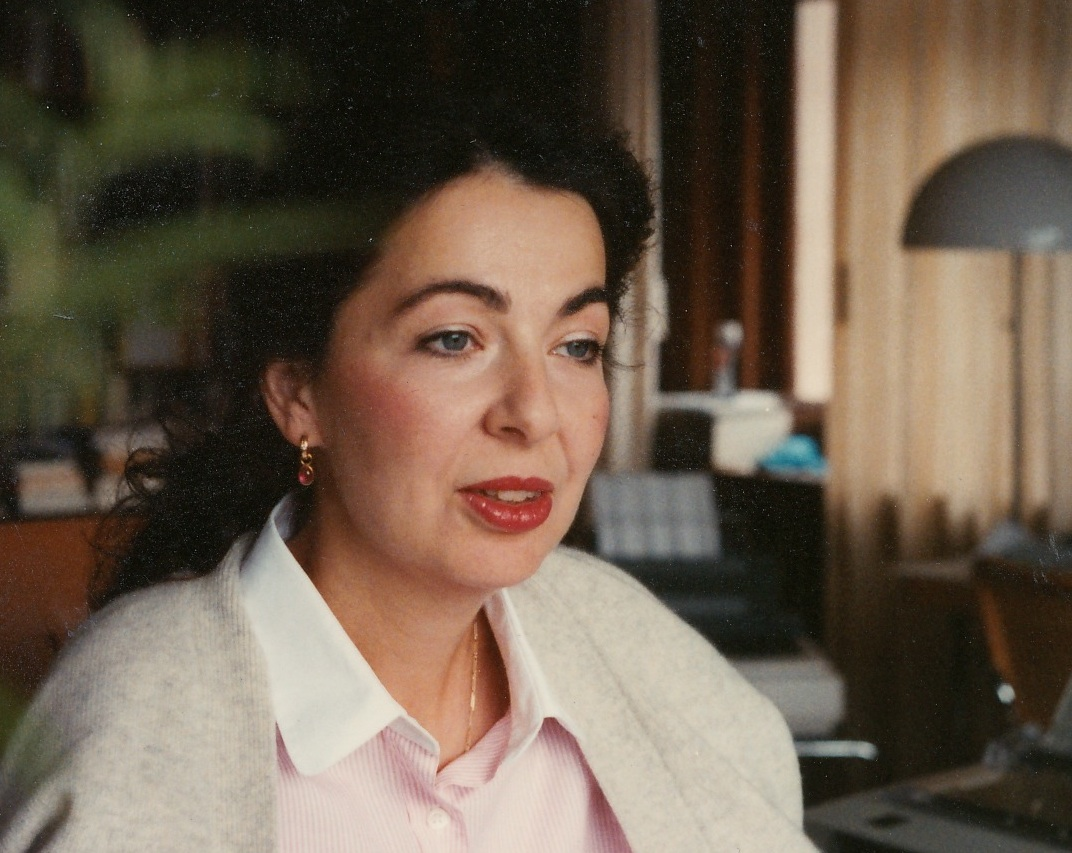
Judith Le Soldat

 Judith Le Soldat (Judit Le Soldat-Szatmary; * 29. Juli 1947 in Budapest; † 22. Mai 2008 in Zürich) war eine Schweizer Psychoanalytikerin, Forscherin, Dozentin und Autorin.

## Biografie
Judith Le Soldat wurde in Budapest geboren und wuchs in Wien und Zürich auf. Sie studierte an der Universität Zürich Psychologie und als naturwissenschaftliches Zweitfach Computerwissenschaften. Nach ihrem Lizentiat promovierte sie 1978 an der Universität Zürich im Fachbereich Klinische Psychologie bei Ulrich Moser über das Thema Wohlbefinden. Entwurf einer psychoanalytischen Theorie und Regulationsmodell (summa cum laude).
Am Psychoanalytischen Seminar Zürich (PSZ) bildete sie sich zur Psychoanalytikerin aus. Ihre Lehranalytiker waren Fritz Morgenthaler und Paul Parin. Ab 1975 arbeitete sie als Psychoanalytikerin in eigener Praxis in Zürich. Sie spezialisierte sich auf die Behandlung von Depressionen, Borderline-Störungen sowie Kreativitätshemmungen. Sie war Teilnehmerin und Dozentin am Psychoanalytischen Seminar Zürich.

## Wissenschaftliches Werk
Ihr wissenschaftliches Werk umfasst bedeutende theoretische Beiträge zur Weiterentwicklung des psychoanalytischen Verständnisses der Triebtheorie, des Aggressionstriebes (Le Soldat 1986, 1989, 1990, 2001), der Neurosenlehre und des Ödipus-Komplexes (Le Soldat 1994) sowie der Homosexualität (Le Soldat 1985, 2000, 2015).
Freiwillige Knechtschaft. Masochismus und Moral (1989) ist eine Studie über den Aggressionstrieb in seiner passiven, masochistischen Ausprägung. Ausgangspunkt ist die Frage, weshalb so viele Menschen die gesellschaftlichen Herrschaftsverhältnisse unterstützen, unter denen sie leiden. Le Soldat widerlegt im Verlaufe ihrer Untersuchung die These von der „freiwilligen Knechtschaft“ (Étienne de La Boétie), wonach die Menschen einen heimlichen, nämlich „masochistischen“ Genuss aus den autoritären Strukturen beziehen würden. Gleichzeitig entwickelt sie ein neues, psychoanalytisches Verständnis dessen, was Sigmund Freud als „erogenen Masochismus“ bezeichnete und beschreibt die psychischen Verhältnisse, unter denen körperlicher Schmerz zur Bedingung für eine als befriedigend erlebte Abfuhr von Triebspannung wird.
In ihrem 1994 erschienenen Hauptwerk Eine Theorie menschlichen Unglücks entwirft Judith Le Soldat eine Neukonzeption der psychoanalytischen Theorie des Ödipuskomplexes. Diese unterscheidet sich von der klassischen, auf Sigmund Freud basierenden Theorie im Wesentlichen durch die Annahme, dass sich der zentrale ödipale Konflikt nicht um die Verliebtheit in die Mutter und die Eifersucht gegen den Vater dreht, sondern um etwas viel Heftigeres: um Raub, Mord und Verrat; Aktionen, die – auch wenn es sich „nur“ um phantasierte und dann vergessene, ins Unbewusste verdrängte Taten handelt – für die weitere psycho-sexuelle Entwicklung des Kindes folgenschwer sind.
Aus dieser Neukonzeption des Ödipuskomplexes ergeben sich weitreichende, klinisch und theoretisch bedeutsame Folgen hinsichtlich weiterer psychoanalytischer Konzepte, z. B. dem Kastrationskomplex oder der psychoanalytischen Konzeption der weiblichen und der männlichen Entwicklung. Da in ihrer Ödipuskomplex-Theorie der psychischen Wahrnehmung der anatomischen Geschlechtsdifferenz eine fundamentale Bedeutung zukommt, beinhaltet Eine Theorie menschlichen Unglücks auch einen vielversprechenden Ausgangspunkt für eine triebtheoretisch fundierte, psychoanalytische Gender-Theorie.
2015 erschien der erste Band einer auf fünf Bände angelegten Werkausgabe. Grund zur Homosexualität. Vorlesungen zu einer neuen psychoanalytischen Theorie der Homosexualität enthält die Edition der Vorlesungen, die Le Soldat im Wintersemester 2006/07 auf Einladung des Kompetenzzentrums Gender Studies an der Universität Zürich hielt. Die Vorlesungen 5–8 bieten  eine prägnante Zusammenfassung der von ihr entwickelten Ödipus-Theorie. In den Vorlesungen 9–11 wird eine spezielle, postödipale Variante der homosexuellen Entwicklung konzipiert.
Zur Betreuung und Edition des Nachlasses wurde 2010 die Judith Le Soldat Stiftung eingerichtet. Die wissenschaftliche Leitung des Projekts der Stiftung übernahm 2011 Monika Gsell, die seitdem für die Edition des Nachlasses verantwortlich ist. Nach der Edition der Vorlesungen wurde 2018 der zweite Band aus dem Nachlass publiziert, unter dem Titel Land ohne Wiederkehr. Im Zentrum dieses Bandes steht die spezielle, postödipale Variante der homosexuellen Entwicklung. In Vorbereitung ist der Reprint zu Eine Theorie menschlichen Unglücks, der unter dem von Le Soldat ursprünglich gesetzten Titel Raubmord und Verrat (Werkausgabe Bd. 3) erscheinen wird.

## Veröffentlichungen
- Wohlbefinden. Entwurf einer psychoanalytischen Theorie und Regulationsmodell. Zürich 1978 (Dissertation, Universität Zürich, 1979).
- Freiwillige Knechte. Über Etienne de La Boétie: Discours de la Servitude Volontaire und die «Atomisierung des Individuums» bei Leo Löwenthal. In: Der Alltag. 6. Jg., Nr. 5, 1983, S. 41–45.
- Diskriminierende Toleranz. Zu einer Kritik an Fritz Morgenthalers Theorie der Homosexualität. In: Psychoanalytisches Seminar Zürich: Journal. Nr. 13, 1985, S. 30–32.
- Eine Parabel der Macht. Zu Ryszard Kapuscinski: König der Könige. In: Neue Zürcher Zeitung. Nr. 53, 1985, S. 37.
- Sadismus, Masochismus und Todestrieb. Zum Problem von Sadismus und Masochismus. In: Psyche. Jg. 40, Nr. 7, 1986, S. 617–639.
- Freiwillige Knechtschaft. Masochismus und Moral. Fischer, Frankfurt am Main 1989, ISBN 3-596-26640-8. Aktuell vergriffen, wird als Band 4 der Judith Le Soldat Werkausgabe neu aufgelegt werden.
- Sozialer Masochismus. In: Hans Jürgen Schultz (Hrsg.): Schmerz. Kreuz, Stuttgart 1990, ISBN 3-7831-1009-2, S. 248–260.
- Das Schwarze Notizbuch. Der ungarische Dichter Miklos Radnoti. In: Neue Zürcher Zeitung. Nr. 113, 1992, S. 69.
- Revenons à nos moutons! Irrungen im Übertragungskonflikt. In: Brigitte Grossmann-Garger, Walter Parth (Hrsg.): Heilt die Psychoanalyse? Orac, Wien 1993, ISBN 3-7007-0345-7, S. 63–71.
- Kekulés Traum. Ergänzende Betrachtungen zum Benzolring. In: Psyche. Jg. 47, Nr. 2, 1993, S. 180–201.
- Eine Theorie menschlichen Unglücks. Trieb, Schuld, Phantasie. Fischer, Frankfurt am Main 1994, ISBN 3-596-11707-0. Aktuell vergriffen, wird als Band 3 der Judith Le Soldat Werkausgabe neu aufgelegt werden.
- Der Strich des Apelles. Zwei homosexuelle Leidenschaften. In: Psyche. Jg. 54, Nr. 8, 2000, S. 742–767.
- Kissing & Killing in Kyoto. Unordentliche Liebschaften im Triebwerk des Sadismus. In: Michael Klöpper, Reinhard Lindner (Hrsg.): Destruktivität. Wurzeln und Gesichter. Vandenhoeck & Ruprecht, Göttingen 2001, ISBN 3-525-46159-3, S. 109–135.
- Grund zur Homosexualität. Vorlesungen zu einer neuen psychoanalytischen Theorie der Homosexualität. Aus dem Nachlass herausgegeben von der Judith Le Soldat-Stiftung. Kritisch ediert, kommentiert und eingeleitet von Monika Gsell. Frommann-Holzboog, Stuttgart 2015, ISBN 978-3-7728-2681-8.
- Land ohne Wiederkehr. Auf der Suche nach einer neuen psychoanalytischen Theorie der Homosexualität. Aus dem Nachlass herausgegeben von der Judith Le Soldat-Stiftung. Kritisch ediert, bearbeitet, kommentiert und eingeleitet von Monika Gsell. Frommann-Holzboog, Stuttgart 2018, ISBN 978-3-7728-2682-5.